# Nachal Dichrin
Nachal Dichrin (hebrejsky: נחל דכרין) je vádí na pomezí pahorkatiny Šefela a pobřežní nížiny v Izraeli.
Začíná v nadmořské výšce okolo 200 metrů severozápadně od vesnice Bejt Nir. Směřuje pak k západu mírně zvlněnou odlesněnou krajinou, která je zemědělsky využívána. Podchází těleso dálnice číslo 6, z jihu míjí vesnici Nachla a pak nedaleko od železniční tratě Tel Aviv-Beerševa ústí zprava do toku Nachal Guvrin.